# Craig Hentrich
Craig Hentrich (født 18. maj 1971 i Alton, Illinois, USA) er en tidligere amerikansk footballspiller, der spillede i NFL som punter, primært for Tennessee Titans. Hentrich kom ind i ligaen i 1993 og tilbragte sine første fem sæsoner hos Green Bay Packers inden han i 1998 flyttede til Tennessee, hvor han spillede til sit karrierestop efter 2009-sæsonen.
Hentrich var en del af det Green Bay Packers-hold, der i 1997 besejrede New England Patriots i Super Bowl XXXI. Tre år senere stod han igen i en Super Bowl, denne gang med Tennessee Titans, der efter en tæt kamp tabte Super Bowl XXXIV til St. Louis Rams. To gange blev han udtaget til Pro Bowl, ligaens All Star-kamp.

## Klubber
- Green Bay Packers (1993–1997)
- Tennessee Titans (1998–2009)